# Josef Bossart

Josef Bossart (1988)

Josef Bossart (* 18. Juli 1929 in Luzern; † 24. März 2009 in Bern) war  ein Schweizer Politiker (CVP).

## Leben
Der Sohn eines Gastwirtes absolvierte eine kaufmännische Lehre in einem Import-Export-Geschäft. Ausserdem erwarb er an der Wirtefachschule Luzern den Fähigkeitsausweis für Betriebe mit Alkoholausschank. Er war in einem eidgenössischen Militärbetrieb und anschliessend bei der Eidgenössischen Preiskontrolle tätig, zuletzt als Abteilungschef.
Von 1977 bis 1984 war Bossart Berner Stadtrat. Ab 1985 gehörte er dem Berner Gemeinderat an und stand der Finanzdirektion vor. Bei den Wahlen von Ende 1988 und vom 6. Dezember 1992 wurde er bestätigt. Nachdem er jedoch am 25. Januar 1993 im zweiten Wahlgang der Stadtpräsidentenwahlen dem Sozialdemokraten Klaus Baumgartner unterlag, gab er einen Tag später seinen Rücktritt aus dem Gemeinderat bekannt. Er kam damit einer Versetzung in die Fürsorge- und Gesundheitsdirektion zuvor. Das Rot-Grün-Mitte-Bündnis, das die Gemeinderatswahlen gewonnen hatte, beanspruchte diese Schlüsseldirektion für sich. An seiner Stelle wurde schliesslich Ursula Begert in den Gemeinderat gewählt.